# Periscyphis trivialis
Periscyphis trivialis là một loài chân đều trong họ Eubelidae. Loài này được Gerstaecker miêu tả khoa học năm 1873.